# 京町 (大津市)
京町（きょうまち）は、滋賀県大津市にある地名。現行行政地名は京町一丁目から京町四丁目。

## 地理
大津市の南西部に位置し、東に松本、西に札の辻、南西に御幸町、南に末広町、南東に梅林、北に中央と接している。

## 歴史
- 1965年（昭和40年）7月1日 - 松幡町、中京町、上京町、下栄町、金塚町、寺町、上百石町、後在家町、葭原町、下百石町、下小唐崎町、鍛冶屋町、四宮町、東浦大蔵町、境川町、東浦一番町、西松ケ枝町、和泉町の各一部または全域に京町一丁目から京町四丁目を設置[1]。
- 1975年（昭和50年）11月28日 - 京町二丁目の一部を京町三丁目と末広町に編入、京町三丁目の一部を梅林一丁目に編入[1]。

### 町名の変遷
| 実施後     | 実施年月日               | 実施前（各町名ともその一部）                                       |
| ---------- | ------------------------ | ------------------------------------------------------------------ |
| 京町一丁目 | 1965年（昭和40年）7月1日 | 松幡町、中京町、上京町、下栄町、金塚町、寺町、上百石町             |
| 京町二丁目 | 1965年（昭和40年）7月1日 | 後在家町、葭原町、下百石町、下小唐崎町、寺町、上百石町、松幡町     |
| 京町三丁目 | 1965年（昭和40年）7月1日 | 鍛冶屋町、葭原町、下百石町、四宮町、東浦大蔵町、境川町、東浦一番町 |
| 京町四丁目 | 1965年（昭和40年）7月1日 | 東浦一番町、境川町、西松ケ枝町、和泉町                             |

## 世帯数と人口
2019年（平成31年）4月1日現在の世帯数と人口は以下の通りである。
| 丁目       | 世帯数  | 人口    |
| ---------- | ------- | ------- |
| 京町一丁目 | 243世帯 | 537人   |
| 京町二丁目 | 158世帯 | 327人   |
| 京町三丁目 | 118世帯 | 175人   |
| 京町四丁目 | 75世帯  | 136人   |
| 計         | 594世帯 | 1,175人 |

### 人口の変遷
国勢調査による人口の推移。
| 1995年（平成7年）  | 943人   | [ 6 ]  |  |
| 2000年（平成12年） | 881人   | [ 7 ]  |  |
| 2005年（平成17年） | 881人   | [ 8 ]  |  |
| 2010年（平成22年） | 1,043人 | [ 9 ]  |  |
| 2015年（平成27年） | 1,247人 | [ 10 ] |  |

### 世帯数の変遷
国勢調査による世帯数の推移。
| 1995年（平成7年）  | 368世帯 | [ 6 ]  |  |
| 2000年（平成12年） | 356世帯 | [ 7 ]  |  |
| 2005年（平成17年） | 356世帯 | [ 8 ]  |  |
| 2010年（平成22年） | 500世帯 | [ 9 ]  |  |
| 2015年（平成27年） | 633世帯 | [ 10 ] |  |

## 学区
市立小・中学校に通う場合、学区は以下の通りとなる。
| 丁目       | 番・番地等 | 小学校             | 中学校             |
| ---------- | ---------- | ------------------ | ------------------ |
| 京町一丁目 | 全域       | 大津市立中央小学校 | 大津市立打出中学校 |
| 京町二丁目 | 全域       | 大津市立中央小学校 | 大津市立打出中学校 |
| 京町三丁目 | 全域       | 大津市立中央小学校 | 大津市立打出中学校 |
| 京町四丁目 | 全域       | 大津市立中央小学校 | 大津市立打出中学校 |

## 交通
- 滋賀県道7号大津停車場線
- 滋賀県道103号大津停車場本宮線

## 施設
- 滋賀県庁
- 大津地方裁判所
- 滋賀県庁前郵便局
- 大津京町郵便局

## その他

### 日本郵便
- 郵便番号 : 520-0044[4]（集配局：大津中央郵便局[12]）。